# Придворный художник

Диего Веласкес, «Менины»: автопортрет придворного художника испанского короля Филиппа IV за написанием портрета маленькой принцессы

Придворный художник, придворный живописец, устар. гофмалер, «придворный первый живописного дела мастер» — мастер, который рисует членов королевской или аристократической семьи, подчас за фиксированное жалование и на эксклюзивной основе (он не должен был работать на других). Как правило, такие художники имели официальную должность при дворе, в особенности в позднее Средневековье (например, Valet de chambre). Для художника подобное назначение давало возможность подняться над ограничениями гильдии.
В переносном смысле в XX веке употребляется для именования художника, создающего официальное ангажированное искусства, а также многочисленные (и обычно однотипные) портреты глав государства (например, «Герасимов, Александр Михайлович — один из самых именитых „придворных“ художников сталинской эпохи, любимейший художник Кремля»).

## Обязанности
Обязанности придворного художника обычно не ограничивались одной живописью. Так, «Иоганн Христоф Гроот был не только гофмалером Вюртембергского двора, но и исполнял обязанности „гофмузикера“ и хранителя картинной галереи. Он трудился над эскизами новых ливрей, маскарадных одежд, фейерверков, оформлял кареты и экипажи, золотил решетки, декорировал мебель и даже „проектировал“ фигурные торты. В придворной иерархии гофмалер занимал примерно такое же положение, что и лейб-медик, повар или прачка. В определенном смысле он был среди избранных слуг, допущенных „к телу“ императора».

## Россия
Должность придворного художника появилась в России в петровскую эпоху: на смену «царскому изографу» (Симон Ушаков, Карп Золотарев, Иван Рефусицкий) пришел «гофмалер». Официально оформился его статус, определились права и обязанности. «Согласно „Табели о рангах“, должность придворного живописца не присваивала какого-либо класса. При зачислении на русскую службу с придворным живописцем, как правило, иностранцем, заключался контракт, который информировал о профессиональных возможностях и квалификации претендента и заявлял о совместных намерениях двора и художника. В России жалованье гофмалера выплачивалось обычно из Кабинета Его Императорского Величества по третям года (январская, майская и сентябрьская). Необходимые материалы (краски, кисти, холсты), квартира (мастерская), дрова и свечи также оплачивались казной».
- двор Пётра I:
  - Иоганн Готфрид Таннауер (Саксония) — 1-й придворный живописец в России (с 1710 по 1727)
  - Иван Никитин — 1-й русский придворный живописец. Был введён в придворный штат как гофмалер в 1721 г. (до 1729)
- двор Анны Иоанновны, Анны Леопольдовны и Елизаветы Петровны:
  - Луи Каравак (Гасконь)
  - Георг Христоф Гроот (Швабия), был назначен «галереи директором» (формировал первую коллекцию Эрмитажа) (до 1749)
  - Георг Гаспар Преннер (Австрия) с 1750 до 1755
- двор Екатерины II
  - Стефан Торелли (Италия) с 1768 по 1780
  - Ричард Бромптон (Англия)
- двор Павла I
  - Гебхард Кюгельхен (Германия) 1798 г.
- двор Александра I и Николая I:
  - Василий Шебуев с 1823 г.
  - Григорий Чернецов с 1829 г.
  - Тимофей Нефф с 1832 г.
- двор Александра II
- двор Александра III
  - Лауриц Туксен (Дания)